# Nils Svensson (sakförare)
Nils Svensson, född den 26 april 1862 i Norrvidinge, död den 17 december 1935 i Reslövs församling, Skåne, var en lokal politiker och sakförare bosatt i Marieholm.
Nils Svensson var son till sakföraren Sven Svensson och Maria Pålsson. Efter skolgång på Katedralskolan i Lund blev han biträde i faderns företag, och övertog efter faderns död 1893 denna rörelse.
Nils Svensson var från 1911 ordförande i Reslövs landskommuns kommunalstämma och från 1914 i Marieholms municipalstämma. Han var vidare ordförande i taxeringsnämnden och blev senare även ordförande i Reslövs kommunalfullmäktige. Han var även nämndeman i Rönnebergs häradsrätt.
Vidare var Svensson 1893-1935 styrelseledamot Onsjö sparbank och dess vice ordförande 1918-1930 samt dess ordförande under åren 1931-1935. Han var bankens huvudman 1893-1935 och ombudsman 1922-1925.
Nils Svensson fick 1913 Pro Patrias silvermedalj och diplom och blev riddare av Vasaorden 6 juni 1932. Han var gift med Hilda Nilson (1872-?) med vilken han fick tre döttrar och två söner.